# Kitahirošima (Hokkaidó)
Kitahirošima (japonsky 北広島市) je město v prefektuře Hokkaidó v Japonsku. K roku 2019 v ní žilo přes 58 tisíc obyvatel.

## Poloha a doprava
Kitahirošima leží na jihozápadě Hokkaidó východně od Sappora.
Přes město prochází železniční trať Tomakomai – Sapporo.

## Dějiny
Současný status města má Kitahirošima od roku 1996, kdy byla také přejmenována. Předtím se nazývala jen Hirošima, ale po povýšení byla přejmenována k odlišení od Hirošimy ležící na jihozápadě ostrova Honšú. 